# And Thou Shalt Trust... the Seer
And Thou Shalt Trust... the Seer je první studiové album německé symphonic metalové skupiny Haggard. Vydáno bylo 15. října 1997.

## Seznam skladeb
1. "Chapter 1: The Day As Heaven Wept" – 5:46
2. "Chapter 2a: Origin Of a Crystal Soul" – 5:55
3. "Chapter 2b: Requiem in D-Minor" – 2:08
4. "Chapter 3a: In a Pale Moon's Shadow" – 9:38
5. "Chapter 3b: Cantus Firmus in A-Minor" – 2:32
6. "Chapter 4: De La Morte Noire" – 8:02
7. "Chapter 5: Lost (Robin's Song)" – 4:25
8. "Outro: A Midnight Gathering" – 2:59

## Sestava
- Asis Nasseri - zpěv, kytary
- Luz Marsen - bicí
- Andi Nad - baskytara
- Danny Klupp - kytary, akustické kytary
- Karin Bodenmüller - soprán
- Sasema - soprán
- Florian Schnellinger - zpěv
- Hans Wolf - klavír, cembalo, klávesy
- Kathrin Pechlof - harfa
- Kerstin Krainer - housle
- Steffi Hertz - housle
- Kathrin Hertz - violoncello
- Christoph V. Zastrow - flétna
- Robert Müller - klarinet
- Florian Bartl - hoboj
- Fiffi Fuhrmann - krumhorn